# Islam in Ungarn

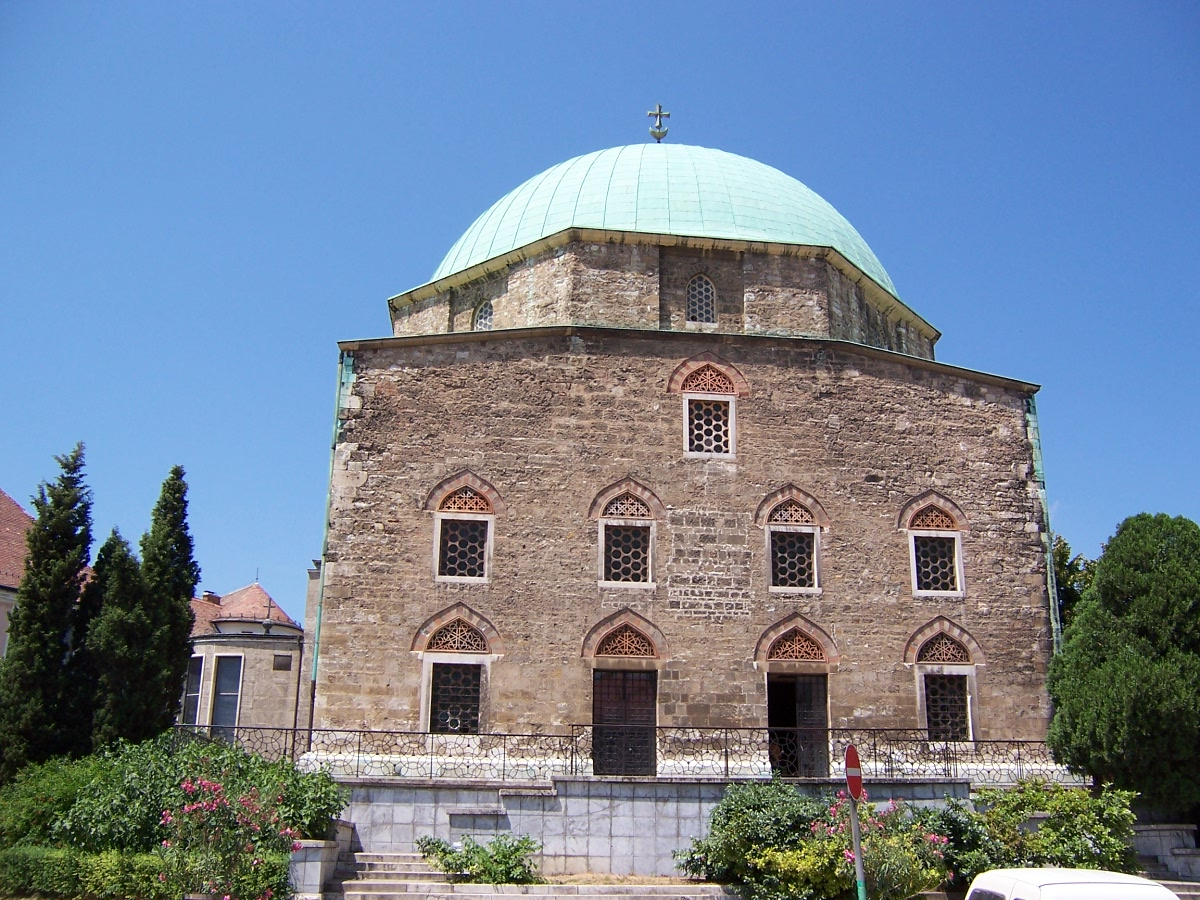
Die aus der osmanischen Zeit stammende ehemalige Moschee in Pécs.

Der Islam in Ungarn reicht bis ins 10. Jahrhundert zurück. Die Muslime, die damals mit wirtschaftlichen Privilegien ins Land geholt wurden, blieben weitestgehend unter sich. Dies änderte sich auch nicht nach der militärischen Eroberung weiter Landesteile durch die Osmanen im 16. Jahrhundert, obwohl Ungarn durch die weitgehende Verdrängung des christlichen Lebens aus der Öffentlichkeit und die Installation von Moscheen eine optische muslimische Transformation erlebte. Mit der vollständigen Rückkehr des Landes unter habsburgische Herrschaft wurden auch die islamischen Einflüsse der türkischen Herrschaft wieder zurückgedrängt.

## 10. bis 13. Jahrhundert
Die ersten muslimischen Kaufleute wanderten auf Geheiß des ungarischen Großfürsten Taksony im 10. Jahrhundert in Ungarn ein. Er beauftragte die Neuankömmlinge, sich im Bereich des einstigen römischen Kastells Castra Aquincum anzusiedeln, aus dem sich Buda, heute Teil der Hauptstadt Budapest, entwickelte. Außerdem überließ er den Muslimen die Überwachung der Donaufähre zwischen den beiden Orten Buda und Pest. In der Folge unterstützen die Árpádenherrscher diese Politik, wie die erste ungarische Chronik, die Gesta Hungarorum, berichten.

„So kamen aus dem Bulgarenland mit einer großen Zahl Ismaeliten zwei führende Männer, die Billa und Baks hießen; diesen schenkte der Fürst (Geza, Vater von Stephan I.) in verschiedenen Gebieten Ungarns Ländereien und überließ ihnen außerdem die Burg Pest für ewige Zeiten.“

Aufgrund seiner Lage und der Donaufähre erlangten das frühe Pest eine gewisse Bedeutung für den Fernhandel. Dabei beschränkten sich die muslimischen Kaufleute jedoch nicht nur auf orientalische Luxusgüter, sondern waren im 12. und 13. Jahrhundert aktiv in das lukrative Wein- und Salzgeschäft Ungarns eingebunden. Der muslimische Theologe und Reiseschriftsteller Abu Hamid al-Gharnati stand um 1150 in Kontakt mit der islamischen Diaspora in Ungarn.
Auch der muslimische Geograph Yāqūt ar-Rūmī (gest. 1229) berichtet über Muslime in Ungarn. Er behandelt sie in seinem geographischen Wörterbuch Muʿǧam al-Buldān unter dem Stichwort Bāschghird, wobei er erklärt, dass dies ein Gebiet zwischen Konstantinopel und den Bulgaren sei. Yāqūts Bericht stützt sich auf Informationen, die er von ungarischen Muslimen erhielt, die er zwischen 1216 und 1229 in Aleppo traf. Er berichtet, dass diese Männer, die er als al-Bāschghirdīya bezeichnet, sehr blonde Haare und einen sehr hellen Teint hatten und dem hanafitischen Madhhab angehörten. Sie erzählten ihm, dass sie hinter Konstantinopel in dem Gebiet eines Volkes der Franken lebten, das al-Hunkar genannt werde, und dort dreißig Dörfer besaßen. Jedes dieser Dörfer habe fast die Größe einer kleinen Stadt. Als Yāqūt seinen Informanten fragte, wieso sie zum Islam übergetreten seien, obwohl sie mitten in den Gebieten des Unglaubens lebten, antwortete ihm der Mann, dass nach dem Bericht seiner Vorfahren vor mehreren Generationen sieben Muslime aus dem Gebiet der Bulgaren (bilād al-Bulġār) zu ihnen gekommen seien, sich bei ihnen niedergelassen und sie zum Islam bekehrt hätten. Die Männer erzählten Yāqūt, dass sie gekommen seien, um sich im Fiqh ausbilden zu lassen, damit sie nach der Rückkehr in ihre Heimat von der Bevölkerung geehrt und mit religiösen Ämtern betraut würden.
Die Árpáden erlaubten den einflussreich gewordenen Muslimen, im Finanzwesen des Landes bedeutende Positionen einzunehmen. So erhielten sie das Recht die königlichen Einnahmen zu pachten und selbständig einzutreiben. Doch zu Beginn des 13. Jahrhunderts wurden erstmals Restriktionsforderungen gegen Muslime und Juden laut. Den ungarischen Adeligen, den servientes regis, waren durch königliches Geheiß die Privilegien gestrichen worden. Daraufhin verfasste der Adel die Goldene Bulle von 1222 in der beklagt wird, dass es den Einheimischen verboten sei, das Kammergrafenamt anzunehmen, Geldwechsel zu betreiben sowie für Zolleinnahmen oder Salzhandel tätig zu sein. Da die ungarische Krone jedoch nicht auf das lukrative Geschäft mit den Muslimen verzichten wollte, erhöhte der Adel mit einer Erneuerung der Bulle und mit Hilfe der Kirche den Druck auf das Königshaus. 1232 wurden alle muslimischen Kauf- und Finanzleute zum Abzug gezwungen. Auch alle in Pest lebenden Sarazenen verließen das Land. Statt der Muslime wurden nun Deutsche ins Land geholt, welche die entstandenen wirtschaftlichen Lücken schlossen.

## Türkische Besetzung Mittelungarns
1526, nach der Schlacht bei Mohács, begannen die Türken mit der Besetzung und äußerlichen islamischen Transformation Ungarns. Ab 1541 hatten die Eroberer die direkte Gewalt über Mittelungarn. Sie installierten fünf Paschas mit jeweils einem Amtsbezirk (Paschaliks) unter der Kontrolle des Belerbegs, dem in Buda sitzenden Pascha. Die Verwaltung der Besatzungsmacht blieb für die Bewohner trotz relativer nationaler und religiöser Freiheit ein Fremdkörper, zumal die während des Krieges erhalten gebliebenen größeren und bedeutenderen Kirchen des Landes entweder zerstört oder den Christen weggenommen wurden, um sie in Moscheen umzuwandeln. Dabei erhielten die nun ihrer Glocken beraubten Türme einen hölzernen Kragen, von dem aus der Muezzin zum Gebet rief. Anderenorts wurden Moscheen auch als Neubauten errichtet.
Die Bilanz der türkischen Fremdherrschaft war für Ungarn verheerend. Die einst reichsten Gebiete in Südungarn sowie die zentrale Tiefebene war weitflächig verwüstet und die Bevölkerung schon Mitte des 16. Jahrhunderts ausgelöscht. Vor der Schlacht bei Mohács stellten die ungarnstämmigen Bewohner rund 75 bis 80 Prozent der auf 3,5 bis 4 Millionen Menschen geschätzten Gesamtbevölkerung, die um 1600 auf nur noch 2,5 Millionen gesunken war. Nach dem Rückzug der Türken um 1720 hatte das Land erstmals seinen spätmittelalterlichen Stand wieder erreicht. Die Magyaren litten nicht nur unter den schweren Kämpfen, sondern wurden auch als begehrte Sklaven in den Orient verkauft.
Während der osmanischen Besetzung Ungarns wurden einige muslimische Persönlichkeiten in Ungarn geboren. So der in Nagykanizsa geborene Großwesir kroatischer Abstammung, Kanijeli Siyavuş Pascha, der dreimal zwischen 1582 und 1593 dieses Amt innehatte aber auch der Mevlevi Derwisch Pecsevi Árifi Ahmed Dede, ein in Pécs geborener Türke.

## Neuzeit
Im 19. Jahrhundert, nach dem Zusammenbruch der Revolution 1849, emigrierten über 6000 Polen und Ungarn vor General Józef Bem ins türkische Exil. Beispielsweise die ungarischen Offiziere Richard Guyon (Kurshid Pascha), György Kmety (Ismail Pascha) und der Honved-Oberst Baron Maximilian Stein (Ferhad Pascha), die später türkische Generäle wurden. Guyon gilt als der erste Christ im Rang eines Paschas und einem türkischen Militärgrad, der nicht zur Konversion genötigt wurde, was als Signal der Modernisierung der osmanischen Gesellschaft im 19. Jahrhundert gesehen wird.

## Gegenwart
In der Hauptstadt Budapest gibt es drei öffentliche muslimische Gebetsorte, allesamt in der Innenstadt. Einer von ihnen, „Dar-es-Salam“, befindet sich unweit der Freiheitsbrücke. Durch Spendengelder finanziert erfolgt seit 2008 der Bau einer großen Moschee, die die drei muslimischen Gemeinschaften der Hauptstadt zusammenfassen soll.
Vor der bedeutenden europäischen Asylkrise 2015/2016 lag die Zahl der Muslime in Ungarn, laut einer Volkszählung von 2011, bei nicht einmal 6000 Muslimen.
Trotz der europaweiten Flüchtlingskrise vergrößerte sich Ungarns sehr geringe Zahl an Muslimen so gut wie gar nicht. Der ungarischen Volkszählung aus dem Jahre 2022 zufolge gaben weniger als 8000 Ungarn an, muslimischen Glaubens zu sein. In den Jahren 2014 und 2015 stellten zwar, zusammengezählt, über 200.000 Asylbewerber ein Asylgesuch in Ungarn und die Mehrheit dieser Asylbewerber stammt aus muslimisch geprägten Staaten wie Syrien oder Afghanistan. Jedoch nutzen viele Asylbewerber Ungarn lediglich als Transitland und stellen Anträge auf Asyl nur, um kurzzeitig im Land zu verbleiben oder Sozialleistungen zu empfangen.